# 주간고속도로 제80호선
주간고속도로 제80호선(영어: Interstate 80, I-80)은 미국 서부 캘리포니아주 샌프란시스코부터 북동부 뉴욕 근교인 뉴저지주 티넥(Teaneck)을 잇는 총 연장 4666.36km으로 미국의 주간고속도로 중 90호선(4861.09 km) 다음으로 길다. 80호선은 또한 미국 초기에 서부에서 동부를 잇는 유일한 도로인 '링컨 하이웨이'와 매우 일치한다. 시카고 근교에서부터 클리블랜드까지는 90호선과 겹침과 동시에 유료도로이다.

## 같이 보기
- 국도 제30호선
- 링컨 하이웨이